# 63rd (métro de Chicago)
63rd est une station de la ligne rouge du métro de Chicago située dans la médiane de la Dan Ryan Expressway au croisement avec 63rd Street dans le sud de Chicago.

## Histoire
Comme les neuf autres stations de la Dan Ryan Branch, 63rd a été construite par le cabinet d’architecte Skidmore, Owings and Merrill sous un  design le simple et le plus fonctionnel possible. Elle a ouvert ses portes le 28 septembre 1969 avant d’être entièrement rénovée en 2006. 
63rd reçut une nouvelle enveloppe mais rien ne fut modifié dans le gros œuvre de la station. Contrairement à la plupart des autres stations de la Dan Ryan Branch, 63rd n'est pas accessible aux personnes handicapées, la pose d'un ascenseur étant dans l'immédiat impossible. 

## Les correspondances avec lebus
Avec les bus de la Chicago Transit Authority :
- #24 Wentworth
- #63 63rd (Owl Service)

## Dessertes
| Nord/Ouest            |  |             |  | Sud/Est                 |
| --------------------- |  | ----------- |  | ----------------------- |
| Garfield vers Howard  |  | ligne rouge |  | 69th vers 95th/Dan Ryan |
| modifier sur Wikidata |  |             |  |                         |